# Jard-sur-Mer
Jard-sur-Mer – miejscowość i gmina we Francji, w regionie Kraj Loary, w departamencie Wandea.
Według danych na rok 1990 gminę zamieszkiwało 1 817 osób, a gęstość zaludnienia wynosiła 110 osób/km² (wśród 1504 gmin Kraju Loary Jard-sur-Mer plasuje się na 329. miejscu pod względem liczby ludności, natomiast pod względem powierzchni na miejscu 713.).